# Be Careful (Cardi B)
Be Careful è un singolo della rapper statunitense Cardi B, pubblicato il 30 marzo 2018 come terzo estratto dal primo album in studio Invasion of Privacy.

## Produzione
Una strofa di Be Careful è stata inizialmente scritta e registrata da Pardison Fontaine. Cardi B e i produttori Frank Dukes, Boi-1da and Vinylz hanno invece terminato il testo della canzone. La rapper è stata motivata a scriverla mentre si trovava a New York per finire di registrare il suo album di debutto Invasion of Privacy. Infastidita dalle sue vecchie relazioni romantiche e dalla loro infedeltà, era diventata eccessivamente tesa e turbata dando la priorità al lavoro, carica di pensieri negativi. Inizialmente alcuni ascoltatori avevano pensato fosse dedicata al suo fidanzato Offset, ma l'interprete ha negato ciò.

## Descrizione
Il brano, candidato per il Grammy Award alla miglior interpretazione rap solista del 2018, riprende una strofa di Ex-Factor di Lauryn Hill. Cardi esegue l'hook usando uno stile vocale leggero cantato su un beat «rilassato». La canzone comprende anche hi-hat «tremolanti» e «slick synth». Liricamente, tratta il tema dell'infedeltà e nel testo la rapper avverte che il suo partner la sta tradendo, chiedendogli quindi di essere trattata meglio. Durante un'intervista Cardi ha rivelato che era stata ispirata da vecchie relazioni per il brano, negando che fosse diretta a suo marito Offset.

## Promozione
Il 7 aprile 2018 la rapper si è esibita con la canzone al Saturday Night Live, dove ha rivelato la sua gravidanza.

## Video musicale
Il video musicale, diretto da Jora Frantzis, è stato reso disponibile il 21 maggio 2018 attraverso il canale YouTube della rapper. Il video si apre con un matrimonio in una chiesa piena di statue di Gesù e crocifissi, situata nel mezzo di un deserto. La rapper cammina nel corridoio in un abito da sposa. La clip si sposta su una tonalità più scura quando Cardi ritorna in chiesa, questa volta per il funerale del marito.

## Tracce
Testi e musiche di Belcalis Almanzar, Jordan Thorpe, Matthew Samuels, Anderson Hernandez, Adam King Feeney, Alan Bergman, Marilyn Bergman, Dennis Coles, Robert F. Diggs, Gary Grice, Marvin Hamlisch, Lamont Jody Hawkins, Lauryn Hill, Jason Hunter, Russell T. Jones, Clifford Smith e Todd Corey Woods.
1. Be Careful – 3:30

## Formazione
Hanno partecipato alle registrazioni, secondo le note di copertina di Invasion of Privacy:
- Cardi B – voce
- Vinylz – produzione
- Frank Dukes – produzione
- Boi-1da – produzione
- Kuk Harrell – produzione vocale
- Simone Torres – assistenza alla produzione vocale
- Evan Laray – ingegneria del suono
- Leslie Brathwaite – missaggio
- Colin Leonard – mastering

## Successo commerciale
Be Careful ha debuttato alla 16ª posizione della Billboard Hot 100 statunitense con 34 000 copie digitali vendute, 20,5 milioni di riproduzioni streaming e un'audience radiofonica pari a 8,6 milioni. Ha fatto così il proprio ingresso al 6º posto nella classifica digitale e al 13º in quella dedicata allo streaming. In seguito alla pubblicazione di Invasion of Privacy ha raggiunto l'11ª posizione della classifica.
Nella classifica britannica il brano è entrato al 72º posto con 4 870 unità distribuite durante la sua prima settimana. La settimana seguente, dopo la pubblicazione di Invasion of Privacy, è salito alla 27ª posizione grazie ad altre 11 197 unità vendute, per poi spingersi fino alla 24ª nella sua terza settimana, aggiungendo ulteriori 13 916 unità al suo totale.

## Classifiche

### Classifiche settimanali
| Classifica (2018) | Posizione massima |
| ----------------- | ----------------- |
| Australia         | 65                |
| Belgio (Fiandre)  | 69                |
| Canada            | 24                |
| Grecia            | 37                |
| Irlanda           | 25                |
| Lettonia          | 43                |
| Nuova Zelanda     | 39                |
| Portogallo        | 75                |
| Regno Unito       | 24                |
| Stati Uniti       | 11                |

### Classifiche di fine anno
| Classifica (2018) | Posizione |
| ----------------- | --------- |
| Stati Uniti       | 59        |